# Max et sa belle-mère
Max et sa belle-mère è un cortometraggio del 1911 diretto da Lucien Nonguet e Max Linder.

## Trama
Max si è appena sposato, e partono in luna di miele per Chamonix. Accompagnati dalla suocera di Max, che rimane con loro tutto il tempo, rendendogli una luna di miele impossibile.

## Remake di
- Ah! Quel malheur d'avoir un gendre (1907)